# Учас
Уча́с (рос. Учас) — селище у складі Міждуріченського міського округу Кемеровської області, Росія.

## Населення
Населення — 50 осіб (2010; 87 у 2002).
Національний склад (станом на 2002 рік):
- шорці — 100 %